# Exalcidion tetramaston
Exalcidion tetramaston là một loài bọ cánh cứng trong họ Cerambycidae.